# 卡歇爾藍芝士
卡歇爾藍芝士產自愛爾蘭。卡歇爾藍芝士的外殼是米黃色，隨著成熟間延長變为桃色，芝士肉亦會因此由硬變軟。大多數的卡歇爾藍芝士都是以金色箔紙包裝。